# Атанас Марков
Атанас Марков е гръцки комунистически деец и партизанин от Егейска Македония.

## Биография
Роден е на 23 ноември 1928 година в мъгленското село Цакони. През февруари 1947 година става член на двадесет и четвърта бригада от ДАГ, която действа в района на Каймакчалан. През февруари на следващата година участва в битката при Негуш. Пленен е на 12 март 1948 година, осъден на смърт и разстрелян на 22 юни 1948